# Шмелёва, Ирина Викторовна
Ирина Викторовна Шмелёва (род. 24 января 1961 года) — советская и российская актриса театра и кино. Заслуженная артистка России (1995).

## Биография
Родилась 24 января 1961 года в городе Кушва, Свердловской области.
После окончания средней школы в 1979—1980 годах работала массовиком в Кушвинском Дворце культуры.
В 1984 году окончила Театральное училище имени Б. В. Щукина и по рекомендации наставника, Альберта Бурова, пришла работать в Московский драматический театр имени Н. В. Гоголя.
В кино дебютировала в 1980 году в эпизоде фильма «Алёша». Активно снималась в кино в 1980-х — начале 1990-х годов.
В 1998 году актриса приняла решение эмигрировать в США, где к тому времени проживал её второй муж. В Америке некоторое время работала на русскоязычном телевидении — на канале RTV в Секокусе, была рядовым корреспондентом, потом автором и ведущей двух программ — «Ночная беседка» и «Фабрика грёз». Затем окончила колледж и поступила в Нью-Йоркский университет, выучилась на менеджера по маркетингу и связям с общественностью. Её пригласили директором по связям с общественностью на русскоязычное радио Нью-Йорка «Дэвидсон», расположенное в Бруклине. Позже открыла свою фирму по маркетингу и связям с общественностью, начала работать риэлтором в Нью-Йорке.

## Личная жизнь
В студенческие годы состояла в отношениях с однокурсником, актёром Алексеем Владимировичем Масловым.
Первый муж — Иосиф Борисович Кавалерчик (род. 1952), скульптор. Развелись через полгода после бракосочетания.
Второй муж (с 1989) — Николай Боголюбов (род. 1966), программист. Живут в Джерси-Сити.

## Фильмография
- 1980 — Алёша — студентка техникума (нет в титрах)
- 1982 — Слёзы капали — Лена Новикова, невеста Саши Ермакова
- 1982 — Найти и обезвредить — Юля
- 1982 — Семеро солдатиков — Ирина Носова
- 1984 — Время и семья Конвей — Кэрол Конвей
- 1984 — Мой избранник — Лялька
- 1985 — Битва за Москву — Зоя Космодемьянская
- 1985 — Человек с аккордеоном — Нина Воробьёва, однокурсница Дмитрия Громцева
- 1985 — Искренне Ваш… — Лена, начинающая актриса
- 1986 — Я сделал всё, что мог — Ирина Жилина
- 1986 — Семь криков в океане — Джулиа Миранда
- 1986 — Кин-дза-дза! — Цан (инопланетянка на повозке)
- 1986 — Без сына не приходи! — Татьяна Ивановна, учительница
- 1987 — Где находится нофелет? — Людочка
- 1987 — Акселератка — Анюта
- 1988 — Аэлита, не приставай к мужчинам — профсоюзный деятель
- 1989 — За прекрасных дам! — Люба
- 1990 — Ловушка для одинокого мужчины — Флоранс
- 1990 — Попугай, говорящий на идиш — девушка в римском ресторане
- 1990 — Бабник — Люда (Людмила Павловна), аспирантка
- 1990 — Паспорт — Маня, соседка Василия из дома напротив и его же любовница
- 1991 — Божья тварь — Маша
- 1991 — Сказка на ночь — Виктория
- 1993 — Запах осени
- 1993 — Трагедия века — Зоя Космодемьянская
- 1994 — Триста лет спустя — Анна Петровна
- 1994 — Вальсирующие наверняка — Маша
- 1996 — Импотент — Надя
- 1997 — Учительница первая моя, или Мальчишник по-русски — проститутка Луша
- 2001 — Любовница из Москвы — Люда
- 2009 — Час Волкова 3 (серия «Подкидыш») — Валерия Павловская
- 2011 — Час Волкова 5 (серия «Искусство и жизнь») — Кристина
- 2012 — Лорд. Пёс-полицейский (серия «Родная кровь») — Людмила Александровна Рузаева
- 2016 — Деньги — Алиса[4]

### Киножурнал «Фитиль»
- 1990 — Выпуск № 342 (новелла «Террорист») — стюардесса
- 1994 — Выпуск № 389 (новелла «Караул! Насилуют!») — девушка-инструктор
- 1995 — Выпуск № 391 (новелла «Караул! Грабят!») — девушка-инструктор
- 1995 — Выпуск № 395 (новелла «Караул! Завидуют!») — девушка-инструктор
- 1995 — Выпуск № 398 (новелла «Караул! Охраняют!») — девушка-инструктор
- 2000 — Выпуск № 408 (новелла «Ясновидец») — девушка в очереди к предсказателю